# Свети Архангел Михаил (Тасос)
Вижте пояснителната страница за други значения на Свети Архангел Михаил.
„Свети Архангел Михаил“ (на гръцки: Μονή του Αρχαγγέλου Μιχαήλ) е православен женски манастир в южната част на остров Тасос, Гърция. Разположен е западно от село Тимония и е подчинен на атонския манастир Филотей. Той е най-големият на острова и основен пункт на религиозния туризъм.

## История
Манастирът е построен на върха на 250 m висока скала надвиснала над морския бряг и тесен залив на Егейско море. Според легендата е основан от монаха Лука, който живял в усамотение в пещера над морето. Веднъж му се присънил архангел, който наредил да бъде построен манастир. Архангелът ударил скалата и оттам потекла светена вода – аязмо. Според историята това е един от малкото запазени манастири, основан през XII век и построен от атонските монаси. От 1974 г. манастирът става женски и е обновен.
В достъпната за миряни част има два параклиса, посветени на Свети Ефрем Сироски и на Свети Герасим Кефалонийски. Католиконът е построен през 1834 г.
Манастирът съхранява голяма колекция от религиозни предмети, създадени от монасите, както и света реликва – част от пирона от кръста на разпятието на Христос, с който е била прикована дясната му ръка. Пиронът е трябвало да бъде дар от монасите от Света гора за владетелите на Молдова. Но буря принудила поклонниците да спрат на Тасос и това се приело за божествен знак, че реликвата трябва да остане в манастира.
| Година    | 1913 | 1920 | 1928 | 1940 | 1951 | 1961 | 1971 | 1981 | 1991 | 2001 | 2011 | 2021 |
| --------- | ---- | ---- | ---- | ---- | ---- | ---- | ---- | ---- | ---- | ---- | ---- | ---- |
| Население |      |      |      |      |      |      | 0    | 17   | 44   | 36   | 29   | 40   |

## Религиозни събития и туризъм
Всяка година на първия вторник след Великден, манастирът ръководи процесия, която започва от малкото селце Теологос и по специална поклонническа пътека се отива до манастира.
Според религията архангелите се считат за закрилници на гръцките военновъздушни сили и малката църква на манастира служи за място за поклонение на летците. Там те оставят своите дарове – кортици, саби и фуражки.